# Rayón (Sonora)
Rayón è un comune del Messico, situato nello stato di Sonora.